# Johann Andreas Hommel
Johann Andreas Hommel (* 4. September 1677 in Memmingen; † 18. September 1751 ebenda) war ein deutscher Maler des Barock und Mitglied der Memminger Schule.

## Leben
Johann Andreas Hommel wurde am 4. September 1677 im oberschwäbischen Memmingen als Sohn des Stadtwerksmeisters Johann Jakob Hommel geboren. Er wurde, da er anscheinend bei der Geburt äußerst schwächlich war, mit einer Nottaufe evangelisch getauft. Seine Mutter, Anna Maria Hommel, verstarb bereits im Dezember desselben Jahres. Der Vater, selbst künstlerisch begabt, schickte seinen Sohn zur Ausbildung für das Malerhandwerk nicht zu dessen Onkel Johann Heiß nach Augsburg, sondern zu dem in Memmingen ansässigen und der Memminger Schule vorstehenden Johann Friedrich Sichelbein. Die Lehre begann 1691 oder 1692. Die noch vorhandenen Quellen machen hier widersprüchliche Angaben. 1699 beendete er seine Lehre und ging auf Wanderschaft. Wohin sie ihn führte, ist nicht überliefert. Ab 1706 hielt sich Johann Andreas wieder in Memmingen auf. Im Dezember beantragte er die Eheschließung mit Elisabetha Treutlin beim Rat der Stadt Memmingen, die ihm gegen Zahlung von einem Gulden gewährt wurde. Am 7. Februar 1707 heiratete er in St. Martin. Aufgrund der strengen Regularien der Reichsstadt für Hochzeitsfeiern musste er anlässlich dieser Hochzeit vier Gulden Strafe zahlen. Er hatte vier Gäste zu viel geladen. Auf seine Bitten beim Rat der Stadt wurde diese Strafe auf die Hälfte herabgesetzt. Aufgrund seines Zunfteintritts im selben Jahr konnte er mit eigener Werkstatt als selbständiger Meister tätig werden.

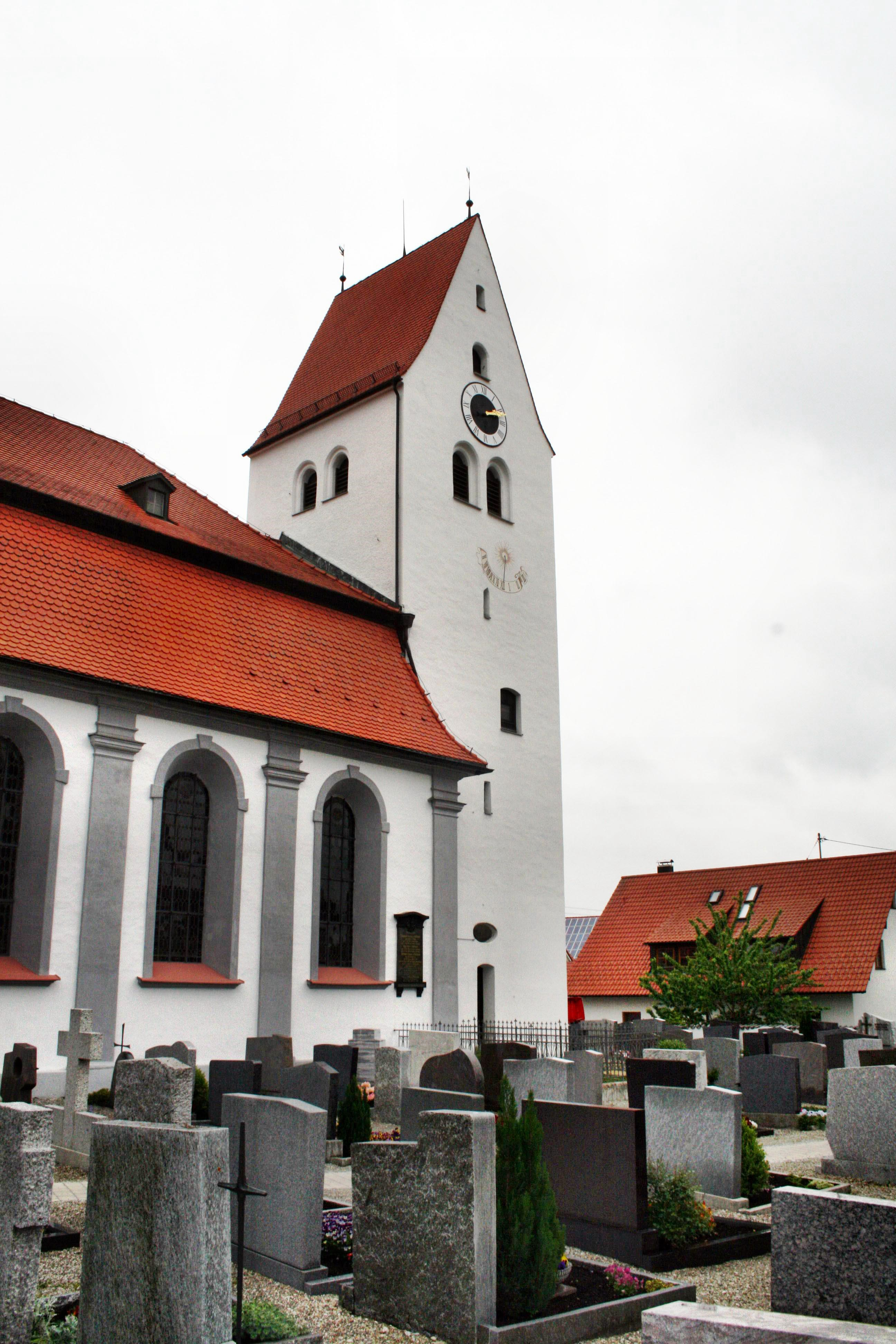
Die Martinskirche von Steinheim mit der von Hommel gemalten Sonnenuhr und einem der beiden Zifferblätter

Aufgrund diverser Quellen muss Johann Andreas Hommel als Kunstmaler tätig gewesen sein. In sämtlichen Quellen ist von dem „Kunstmahler Johann Andreas Hommel“ die Rede. Allerdings haben sich keine Werke, die ihm zugeordnet werden können, erhalten. Auch die noch vorhandenen Akten des Kreuzherrenklosters, das während seiner Schaffenszeit große Renovierungen vornahm, enthalten keinen Eintrag über ihn. In den Akten des Unterhospitals ist er für kleinere Malertätigkeiten vermerkt. So hat er das Wirtshausschild für das Wirtshaus in Woringen gemalt. Das Fassen der Messingbeschläge an einer neuen Chaise und die Renovierung der Sonnenuhr sowie der beiden Zifferblätter der Kirchturmuhr am Turm von St. Martin in Steinheim wurden ebenfalls vom Unterhospital bezahlt. Zeitweise konnte Johann Andreas sogar Gesellen beschäftigen, so dass durchaus von einer guten Auftragslage für ihn ausgegangen werden kann. 1740 war Johann Georg Mayer aus Berlin bei ihm beschäftigt. Die Malerkonkurrenz in Memmingen beschwerte sich daraufhin beim Rat, welcher der Beschwerde stattgab und beschloss, dass Johann Georg Mayer innerhalb von 14 Tagen nach dem Beschluss sein Bündel nehmen und die Stadt verlassen musste. Im selben Jahr belastete Johann Andreas sein hypothekenfreies Haus mit 50 Gulden, welche ihm der Stadtrat gewährte. Am 26. März 1751 ist eine Bitte von ihm im Ratsprotokoll festgehalten. Er bat um die Erlassung all seiner Abgabenverpflichtungen gegenüber der Stadt, da es seine Umstände derzeit nicht zuließen, diese zu leisten. Der Rat gewährte diese Bitte.
Am 18. September 1751 verstarb Johann Andreas Hommel kinderlos. Er hinterließ seine Frau, die ihm am 26. Mai 1760 in den Tod nachfolgte.